# Hans Stig Trappaud Rønne
Hans Stig Trappaud Rønne (født 30. december 1887 i Herstedvester, død 15. september 1951 på Frederiksberg) var en dansk bankassistent og gymnast, som deltog i OL 1920.

## Gymnastikkarriere
Sammen med 19 andre danske deltagere deltog han i holdgymnastik efter frit system ved OL 1920 i Antwerpen. Kun to nationer stillede op, og Danmark fik 51,35 point på førstepladsen, mens Norge vandt sølv med 48,55 point.